# Châteauneuf-du-Rhône
Châteauneuf-du-Rhône este o comună în departamentul Drôme din sud-estul Franței. În anul 2009 avea o populație de 2.275 de locuitori.

## Evoluția populației
| An        | 1975  | 1982  | 1990  | 1999  | 2006  | 2009  |
| --------- | ----- | ----- | ----- | ----- | ----- | ----- |
| Populație | 1.654 | 1.977 | 2.094 | 2.220 | 2.244 | 2.275 |